# Haut de Bélué
Le Haut de Bélué, ou Bélué, est un sommet secondaire du massif des Vosges culminant à 868 m d'altitude sur la commune de Rupt-sur-Moselle dans le département des Vosges en région Grand Est.

## Géographie

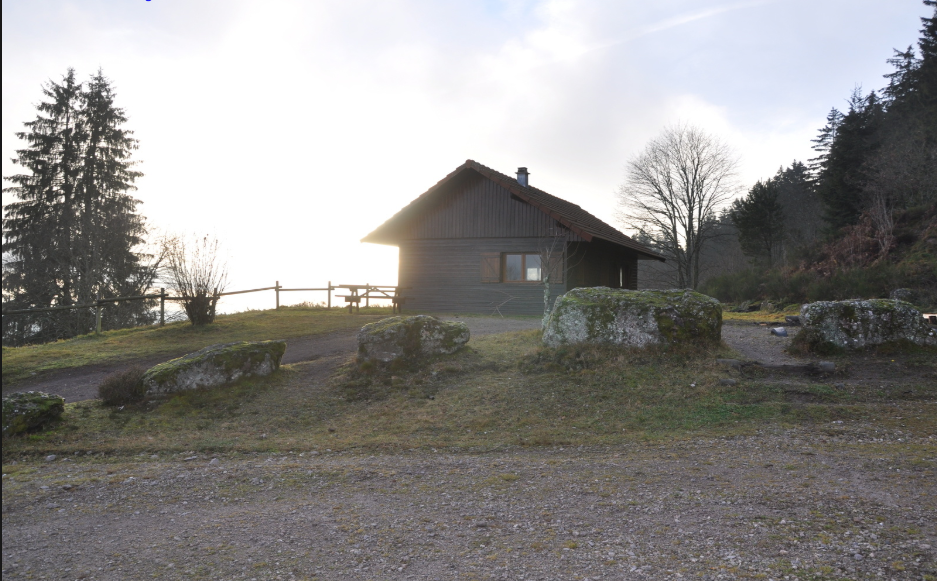
Refuge du Haut de Bélué.

Le Haut de Bélué est situé dans la vallée de la Haute Moselle dont il domine le village de Rupt-sur-Moselle. Il sépare également les deux vallées secondaire de la Charme et de Grandrupt toutes deux faisant partie de la commune. C'est un sommet dégagé sur son flanc sud offrant ainsi un panorama sur toute la vallée en amont et sur les hauts sommets du sud du massif, notamment les ballons de Servance et d'Alsace.
Le sommet est indépendant de la ligne de crête de la Charme ; il en est séparé par le col de la Croix du Lait, une centaine de mètres plus bas. Le versant nord du Bélué est humide et boisé alors que ses pentes sud sont dégagées sur une grande partie et ses pâturages de montagne permettent l'établissement des troupeaux pendant l'estive. Juste sous l'éperon rocheux du sommet se trouve son refuge, le chalet de Bélué.
Le Haut de Bélué est accessible par divers sentiers de randonnée au départ de l’église du village 4 km en contrebas mais aussi par voie carrossable (route puis chemin) par l'intermédiaire du col de la Croix du Lait (voie goudronnée depuis la vallée de Grandrupt jusqu'au col à 787 m) puis chemin carrossable jusqu'au sommet,.

## Hydrographie
Quelques torrents et ruisseaux prennent leurs sources sur les versants de Bélué, dont les deux petits torrents de Parrier et de la Sauture qui se jettent dans le village de Rupt-sur-Moselle (versant ouest) prenant leurs sources à 650 et 760 m d'altitude, la Goutte du Tôt prenant sa source à 660 m (versant sud-ouest) ainsi que la Goutte Claudel qui naît à 710 m sur le versant sud-est et qui se jette dans le ruisseau de Grandrupt. Tous ces ruisseaux sont temporaires et intermittents dans leur partie amont au cours de l'année.

## Climat
Dans le massif des Vosges et à une altitude de 868 m, il est soumis à un climat montagnard plus marqué que dans la vallée. Généralement il reçoit les premières neiges fin octobre à début novembre où elles peuvent persister jusqu'en avril. En moyenne, la température y est de 3 à 4 °C plus basse que dans le fond de vallée et l'enneigement ainsi que les jours de gel y sont nettement supérieurs.[réf. nécessaire]. Comme sur tout le massif vosgien, le vent dominant vient du sud-ouest et parfois aussi du nord-est (la bise)[réf. nécessaire].

## Bâtiments
Construit et entretenu par la commune de Rupt-sur-Moselle, le chalet de Bélué est un refuge spartiate qui permet aux randonneurs de s'abriter et de se restaurer dans une ambiance traditionnelle et champêtre.
Il est également un lieu de fête incontournable pour les jeunes vosgiens qui s'y retrouvent autour du feu pour y partager un moment de convivialité. Ces rassemblements occasionnent quelquefois des dégradations.